# Engeltrude van Parijs
Engeltrude van Parijs (ook wel Ingeltrud, Ingeltrude of Ingeltrudis Fidentiacus in contemporain Latijn; ca. 799-853) was gravin van Orléans door haar huwelijk in 825 met Odo van Orléans. Hun oudste dochter, Ermentrudis van Orléans, trouwde met Karel de Kale van West-Francië. Ze kregen ook een zoon, Willem, die in 866 door zijn zwager werd geëxecuteerd.
Engeltrudis was de enige dochter van Leuthard I van Parijs en zijn vrouw Grimhilda (ook bekend als Grimeut d'Alsace); haar broers waren Adalhard de Seneschalk en Girard II van Roussillon.